# Paradox Entertainment
Paradox Entertainment — шведская компания     (сейчас расположенная в Беверли-Хиллз), которой принадлежат права на ряд брендов (самым известным из которых является Конан). Используя принадлежащую её интеллектуальную собственность, компания выпускает, но не издаёт настольные игры, компьютерные игры и фильмы.
Отделением Paradox Entartainment раньше была компания Paradox Interactive, занимающаяся разработкой и изданием компьютерных игр в жанре «глобальная стратегия». Компания разработала такие известные серии игр, как Mount & Blade (издатель), Europa Universalis, Hearts of Iron и Victoria.

## История
Paradox Entertainment начала свою деятельность в 1999 году  на базе обанкротившейся Target Games (известной в то время как Target Games Interactive), крупной шведской компании по производству ролевых игр.
В 2004 году компания переехала в Лос-Анджелес. В это время Стокгольмская команда была выделена в Paradox Interactive.
Paradox Entertainment утверждает, что компания владеет правами на все истории и персонажей Роберта Э. Ховарда.
21 августа 2011 года, в день открытия фильма о Конане 2011 года, SLMI (Stan Lee Media Inc) подала в суд (безуспешно) на Paradox Entertainment, Conan Sales Co., Артура Либермана и других по поводу прав на Конана, поскольку они утверждали, что Конан был неправомерно передан Conan Sales Co. и продан Paradox.
В 2012 году права на сиквелы фильмов о Конане перешли от Millennium Films Inc к Conan Properties International, стопроцентной дочерней компании Paradox Entertainment.
Новая компания генерального директора Фредрика Мальмберга, Cabinet Entertainment (через Cabinet Holdings) в 2015 году приобрела Paradox Entertainment Inc. и все дочерние компании и их собственность, в том числе собственность Роберта Э. Ховарда Конана, Кулла и Соломона Кейна, а также оригинальные свойства Target / Paradox Mutant Chronicles / Warzone, Kult, Chronopia и Mutant. Цена покупки всех акций PEINC составила 7 миллионов долларов наличными.
В сентябре 2020 года было объявлено, что Netflix разработает новый сериал Conan TV в рамках более крупной сделки с участием Фредрика Мальмберга и Марка Уиллера из Pathfinder Media между Netflix и Conan Properties International, принадлежащей Cabinet Entertainment, для эксклюзивного права на игровые и анимационные фильмы и телешоу о Конане.

## История названия Paradox Entertainment
Ранее компания Cabinet Entertainment была публично зарегистрирована в Стокгольме, Швеция. Компания Paradox Entertainment, зарегистрированная на OMX Nasdaq, теперь называется Sensori AB и занимается поставками медицинских товаров. В частности, Paradox Entertainment AB (шведская листинговая компания) продала все свои операции Paradox Entertainment Inc (ее американскому филиалу). Aktiebolag (AB) приобрела свои новые операции, купив Akloma Tinnitus AB и изменив свое название, в то время как Inc была приобретена его предыдущим генеральным директором Фредриком Мальмбергом через Кабинет министров.
Paradox Interactive со штаб-квартирой в Стокгольме — это совершенно отдельная организация, которая больше не является частью Paradox Entertainment.